# 女警

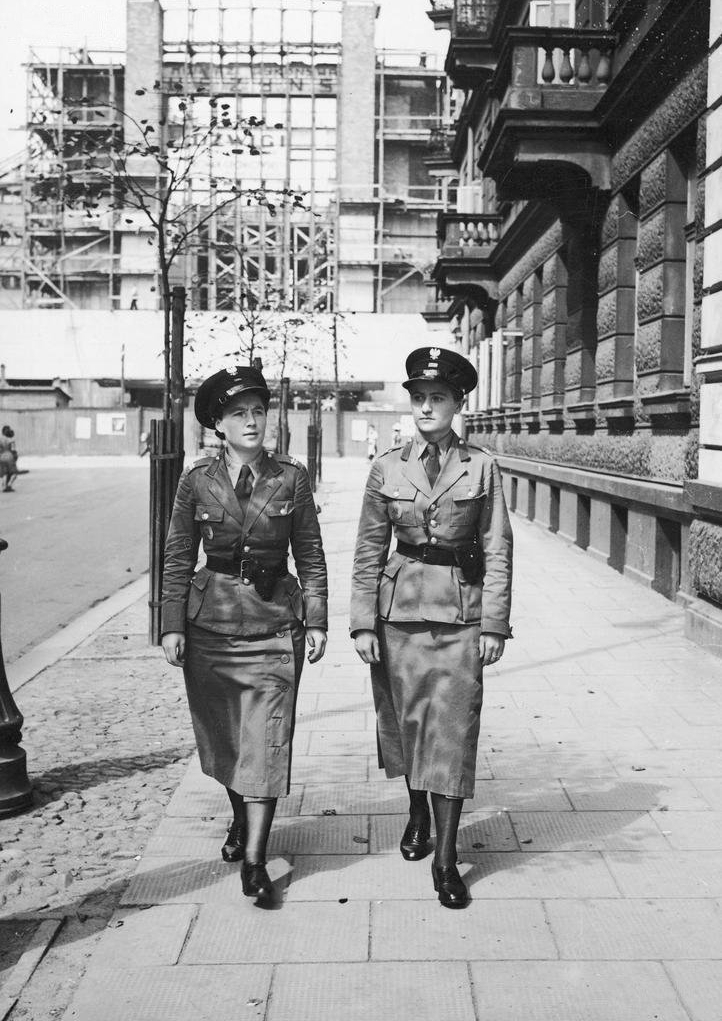
第一次世界大战后在女权组织和国际联盟的压力下，世界各国开始招聘女性加入警队

女警即是女性警务人员的通称，她们加入执法机构具有特殊的意义，可以被视为一项重大的社会变革，代表着推进性别平等和多样性的逐步认可，以及打破过去执法工作是男性专属领域的观念。上个世纪初期，女性在执法领域可以从事的工作非常有限，只有少数女性担任惩教人员，而且局限于次要的外围工作；她们传统上在少年管教所服务、处理涉及女性罪犯的案件，或者是处理文书工作。从前女性在执法方面的能力，被认为不如男性般出色，她们很少被指派进行现场调查，而且不会被授予警司的警衔，现在社会打破这种传统的性别刻板印象，为女性提供更多的职业发展机会。